# Sowerbyella crassisculpturata
Sowerbyella crassisculpturata är en svampart som beskrevs av J. Moravec 1985. Sowerbyella crassisculpturata ingår i släktet Sowerbyella och familjen Pyronemataceae.   Inga underarter finns listade i Catalogue of Life.